# Сирейка, Антанас
Антанас Сирейка (род. 11 мая 1956, Базилёнай близ Шяуляя) — литовский баскетболист и тренер.

## Биография
Карьеру игрока Сирейка провёл в родном городе, завершив её в качестве играющего тренера. В 1994 году с образованием профессионального баскетбольного клуба Шяуляй стал его тренером. В 1997 году Сирейка приглашён в тренерский штаб национальной сборной, сохранив пост в клубе. В 2001 году стал главным тренером сборной после отставки Йонаса Казлаускаса. В 2003 году привёл сборную Литвы к победе на чемпионате Европы в Швеции. В том же году Сирейка покинул Шяуляй, возглавив лидера литовского баскетбола — каунасский «Жальгирис». С новой командой Сирейка выиграл три домашних титула (2003, 2004, 2005) и привёл сборную на 4-е место на Олимпиаде 2004 года в Афинах. В сезоне 2005/2006 Сирейка был вынужден покинуть «Жальгирис», который плохо выступил в Евролиге, а в Литве уступил первенство «Летувос Ритасу». Со сборной он не сумел пройти дальше одной четвёртой на чемпионате Европы 2005 года и на чемпионате мира 2006 года, после чего подал в отставку и с поста тренера национальной команды. После этого Сирейка возглавил казанский УНИКС, однако после некоторых успехов в первом сезоне (2-е место в чемпионате России, выход в полуфинал Кубка УЛЕБ) был в декабре 2007 года уволен. В 2008 году Сирейка был приглашён в «Летувос Ритас», однако уже через два месяца клуб с ним расстался. После этого Сирейка вернулся в Шяуляй, вновь возглавив свою родную команду.

## Достижения
- Кавалер Большого креста ордена «За заслуги перед Литвой» (2003)
- Чемпион Европы в 2003 г.
- Бронзовые медали Олимпиады 2000 г. (как ассистент главного тренера)
- Чемпион Литвы в 2003, 2004, 2005 гг.
- Чемпион Балтийской баскетбольной лиги в 2005 г.